# Drymonia multiflora
Drymonia multiflora är en tvåhjärtbladig växtart som först beskrevs av Oerst. och Johannes von Hanstein, och fick sitt nu gällande namn av Wiehler. Drymonia multiflora ingår i släktet Drymonia och familjen Gesneriaceae. Inga underarter finns listade i Catalogue of Life.